# Bochilte
Bochilte är en ort i Mexiko.   Den ligger i kommunen Huixtán och delstaten Chiapas, i den sydöstra delen av landet, 800 km öster om huvudstaden Mexico City. Bochilte ligger 2 455 meter över havet och antalet invånare är 381.
Terrängen runt Bochilte är kuperad. Runt Bochilte är det ganska tätbefolkat, med 90 invånare per kvadratkilometer. Närmaste större samhälle är San Cristóbal de las Casas, 16,8 km väster om Bochilte. I omgivningarna runt Bochilte växer huvudsakligen savannskog.